# Sonate K. 278
La sonate K. 278 (F.226/L.S.15) en ré majeur est une œuvre pour clavier du compositeur italien Domenico Scarlatti.

## Présentation
La sonate K. 278, en ré majeur, est une tarentelle notée Con velocità, qui forme une paire avec la sonate précédente également en ré.
L'écriture, pleine de charme, est claire et efficace. L'esprit est italien, sauf aux moments où l'omniprésente cadence phrygienne impose une ombre de tristesse, toujours suivie par le retour au soleil et au jeu. Ce dualisme se retrouve souvent dans le septième livre de Parme. Dans cette thématique simple, Scarlatti mélange néanmoins des éléments italianisants (le 
 et l'écriture à deux voix) avec des caractéristiques ibériques, telles que des riffs de guitare, courts et soudains, parfois d'une grande subtilité, d'autres fois explosant avec une violence inattendue.
Après l'exposition, un arpège à la dominante, fuse comme un éclair et atterrit sur un point d'orgue, qui met en évidence la structure. Scarlatti présente alors l'un de ses motifs préférés : un tétrachorde descendant (dont la dernière note dans ce cas est un sol ) se double de la dominante de la dominante), nous incitant à croire, via une énigmatique séquence harmonique et des cadences phrygiennes répétées, que la première section se terminera sur la dominante mineur. Mais soudain cependant, le ton de la dominante se mue en majeur, le mode le plus « orthodoxe » pour une sonate préclassique.

## Manuscrits
Le manuscrit principal est le numéro 13 du volume V (Ms. 9776) de Venise (1753), copié pour Maria Barbara ; les autres sont Parme VII 7 (Ms. A. G. 31412), Münster (D-MÜp) IV 8 (Sant Hs 3967) et Vienne B 8 (VII 28011 B). Une copie figure à la Morgan Library, manuscrit Cary 703 no 129,.

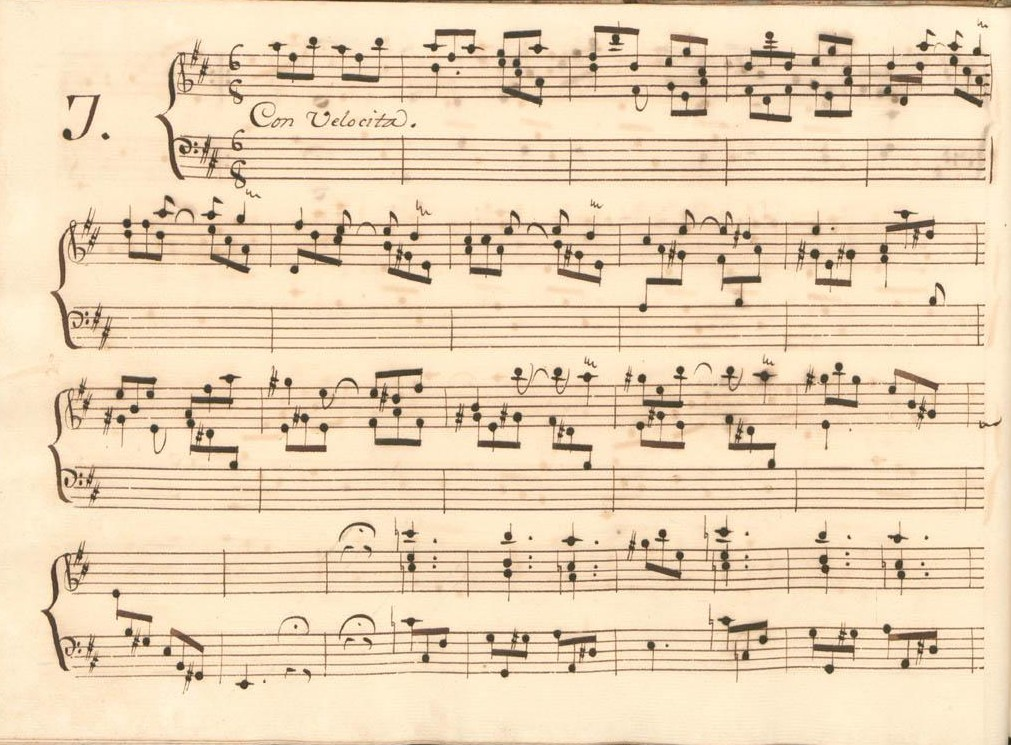
Parme VII 7.
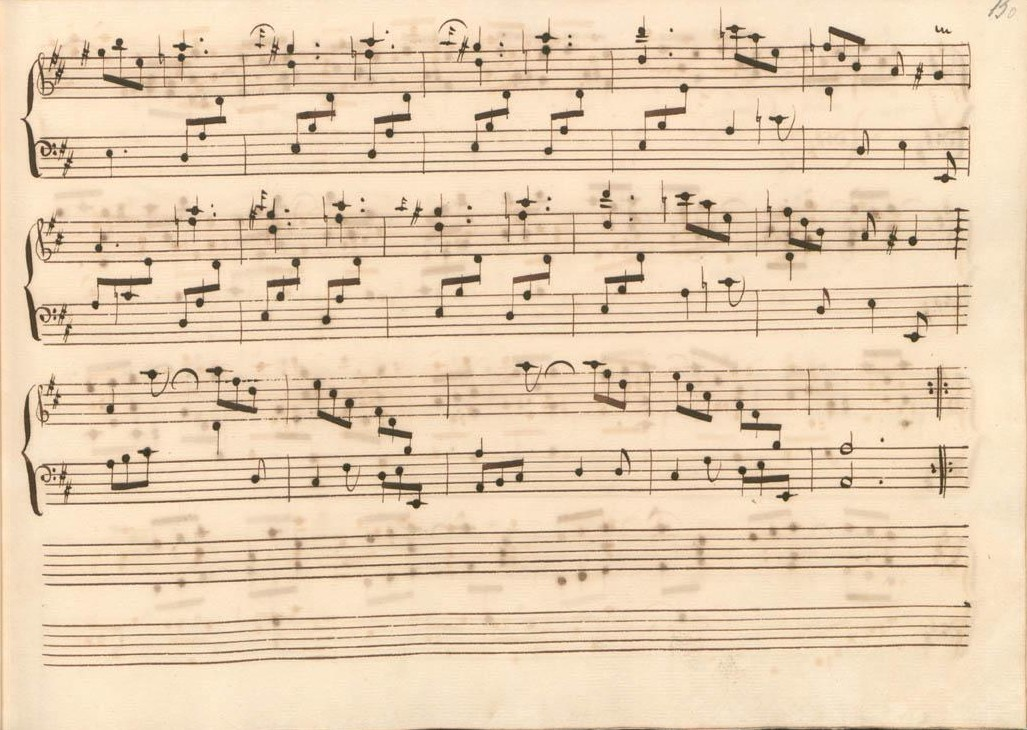
Parme VII 7 (fin de la première section).
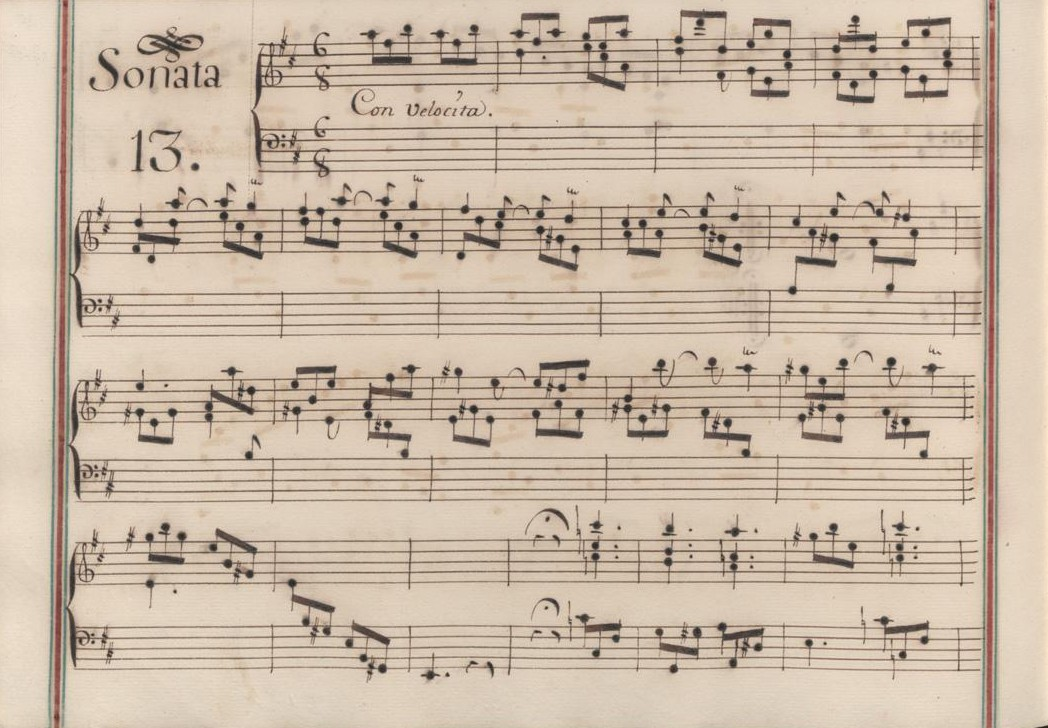
Venise V 13.
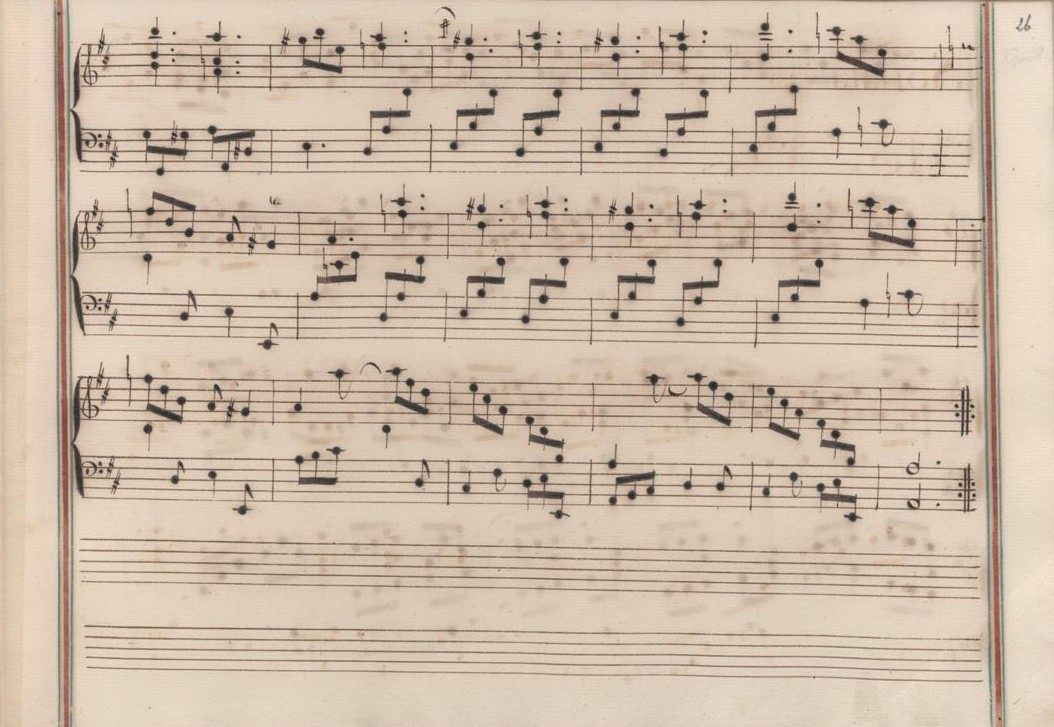
Venise V 13 (fin de la première section).
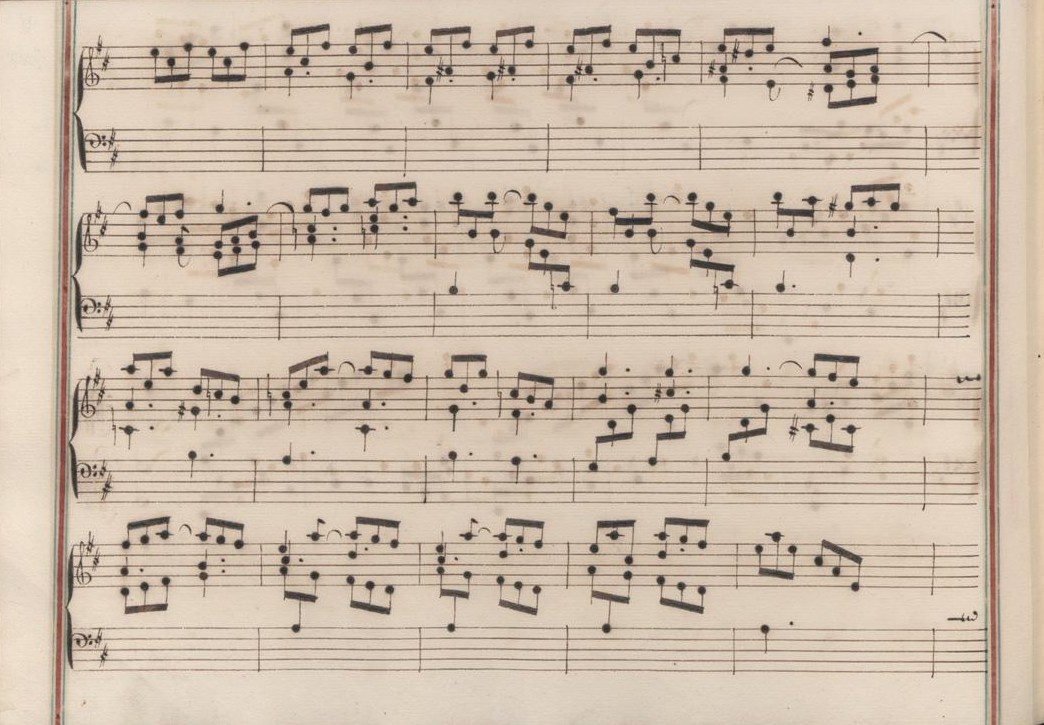
Venise V 13 (début de la seconde section).
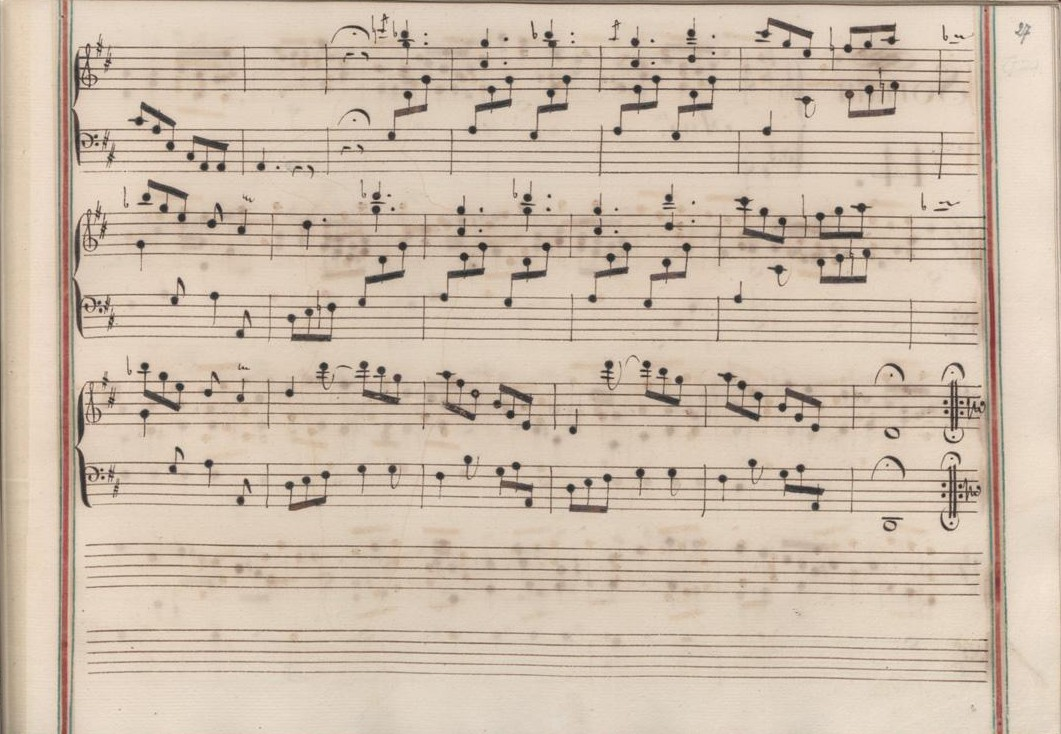
Venise V 13 (fin de la sonate).

## Interprètes
La sonate K. 278 est défendue au piano, notamment par Christian Zacharias (2002, MDG), Gottlieb Wallisch (2007, Naxos, vol. 11), Carlo Grante (2012, Music & Arts, vol. 3) et Claire Huangci (2015, Berlin Classics) ; au clavecin, elle est jouée par Zuzana Růžičková (1976, Supraphon), Scott Ross (1985, Erato), Colin Tilney (1987, Dorian), Andreas Staier (1991, DHM), Richard Lester (2002, Nimbus, vol. 2) et Pieter-Jan Belder (Brilliant Classics).

## Sources
: document utilisé comme source pour la rédaction de cet article.
- Ralph Kirkpatrick (trad. de l'anglais par Dennis Collins), Domenico Scarlatti, Paris, Lattès, coll. « Musique et Musiciens », 1982 (1re éd. 1953 (en)), 493 p. (ISBN 978-2-7096-0118-4, OCLC 954954205, BNF 34689181).
- Alain de Chambure, « Domenico Scarlatti, Intégrale des sonates — Scott Ross », Erato/Éditions Costallat (2564-62092-2 (livret : 2292-45309-2)), 1985 (OCLC 891183737) .
- (en) Carlo Grante, « Domenico Scarlatti, intégrale des sonates pour clavier (vol. 3) », Music & Arts (CD-1292), 2013 (OCLC 907929504) .